# Monte Seir

Montañas Al-Sharāh mostradas en rojo en el suroeste de Jordania (Shaubak/Mt. Se'ir)

El Monte Seir ( en hebreo: הַר-שֵׂעִיר‎ , Har Sēʿīr ) es el nombre antiguo y bíblico de una región montañosa que se extiende entre el Mar Muerto y el Golfo de Aqaba en la región noroeste de Edom y sureste del Reino de Judá . También puede haber marcado el límite histórico más antiguo del Antiguo Egipto en Canaán.  Un lugar llamado "Seir, en la tierra de Shasu " ( tꜣ-šꜣsw sʿr – ta-Shasu se`er ), que se cree que está cerca de Petra, Jordania, figura en el templo de Amenhotep III en Soleb (ca. 1380 a. C.).  
El equivalente nabateo es šrʾ, y se cree que el equivalente árabe moderno es Jibal ash-Sharah ( en árabe: جبال الشراة‎, romanizado: Jibāl ash-Sharāh, lit. 'Montañas de Sharāh' ) en Jordania.

## Biblia hebrea

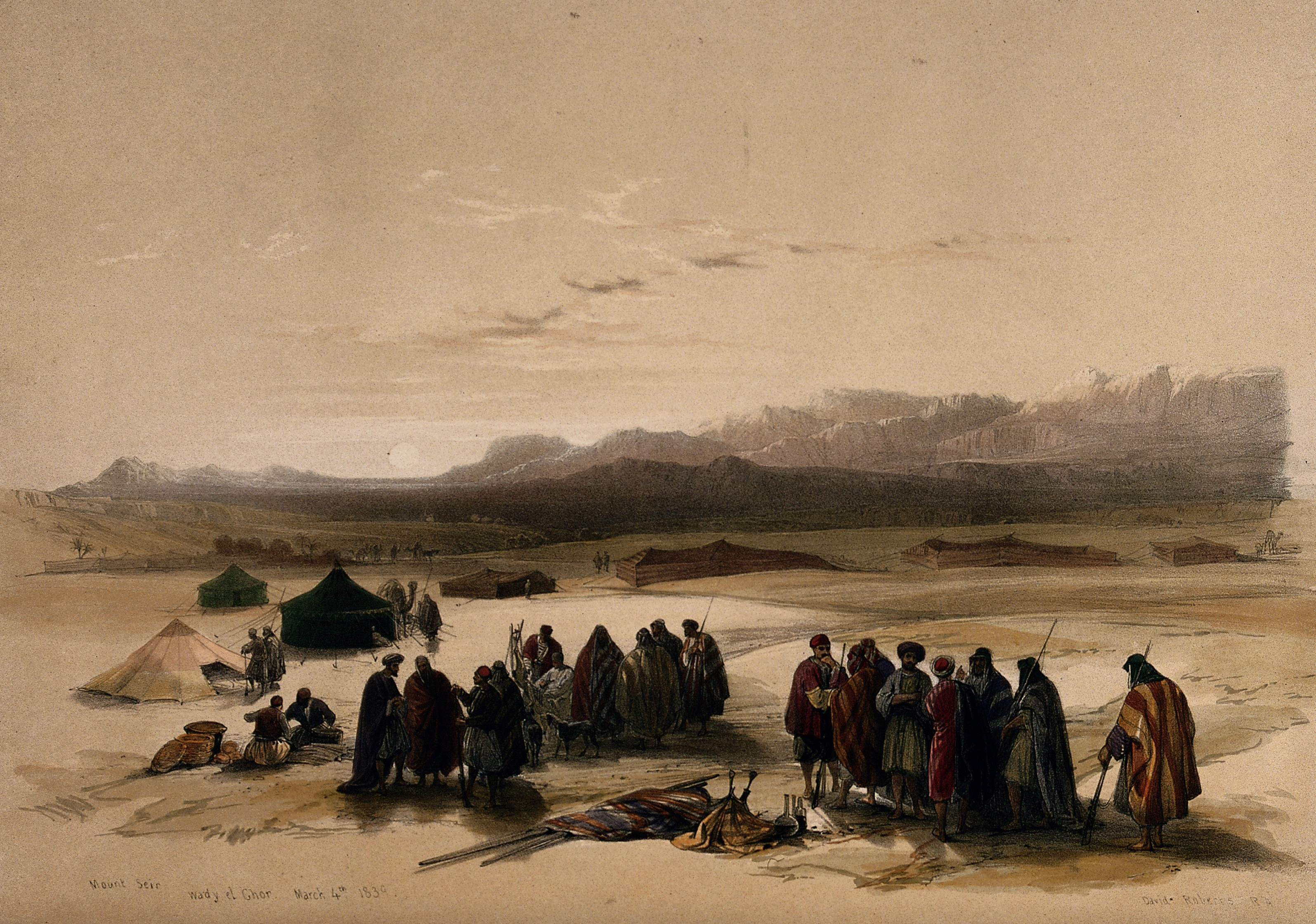
Campamento en el desierto, con el monte Seir a lo lejos, 1849

La Biblia hebrea menciona dos zonas geográficas distintas llamadas Seir: una 'tierra de Seir' y un 'Monte Seir' en el sur, bordeado por el Aravá al oeste; y otro 'Monte Seir' más al norte, en la frontera septentrional de Judá, mencionado en el Libro de Josué (Joshua 15:10).

### Tierra meridional de Seir, Monte Seir
El monte Seir recibió su nombre de Seir el horeo, cuya descendencia había habitado previamente la zona ( Genesis 14:6,  36:20 ). Los hijos de Esaú, los edomitas, lucharon contra los horeos y los destruyeron (Deuteronomio 2:4-5, 12, 22). El monte Seir se menciona específicamente como el lugar donde Esaú hizo su hogar ( Génesis 32:3; 33:14, 16; 36:8;  Josué 24:4 ).
En el Libro de Números, el profeta Balaam, prediciendo las victorias israelitas sobre las naciones transjordanas al final de su éxodo de Egipto, declaró: "Edom será una posesión; Seir también, sus enemigos, será una posesión" ( Números 24:18 ).
En el Cántico de Débora en el Libro de los Jueces, se describe a Dios emergiendo del Seir para guiar a los israelitas en la batalla ( Jueces 5:4 ).
El monte Seir también se menciona como el lugar donde los restos "de los amalecitas que habían escapado" fueron aniquilados por quinientos simeonitas. (1 Crónicas 4:42-43). En (2 Crónicas 20:22-23), los "habitantes del monte Seir", es decir, los edomitas, vinieron junto con los amonitas y moabitas contra Josafat de Judá, sin embargo "Yahveh tendió emboscadas" contra ellos, haciendo que sus fuerzas se aniquilaran mutuamente. También se hace referencia al monte Seir en los libros proféticos como término para referirse a Edom, como en Isaías 21:11 y Ezequiel 25:8 y 35:10.

### Monte Seir septentrional
También hay otra montaña Seir cerca de Hebrón que, según 15:10, fue asignada a la tribu de Judá, cerca de la moderna ciudad de Sa'ir en la Ribera Occidental de los territorios palestinos .